# Most obrotowy

Most obrotowy

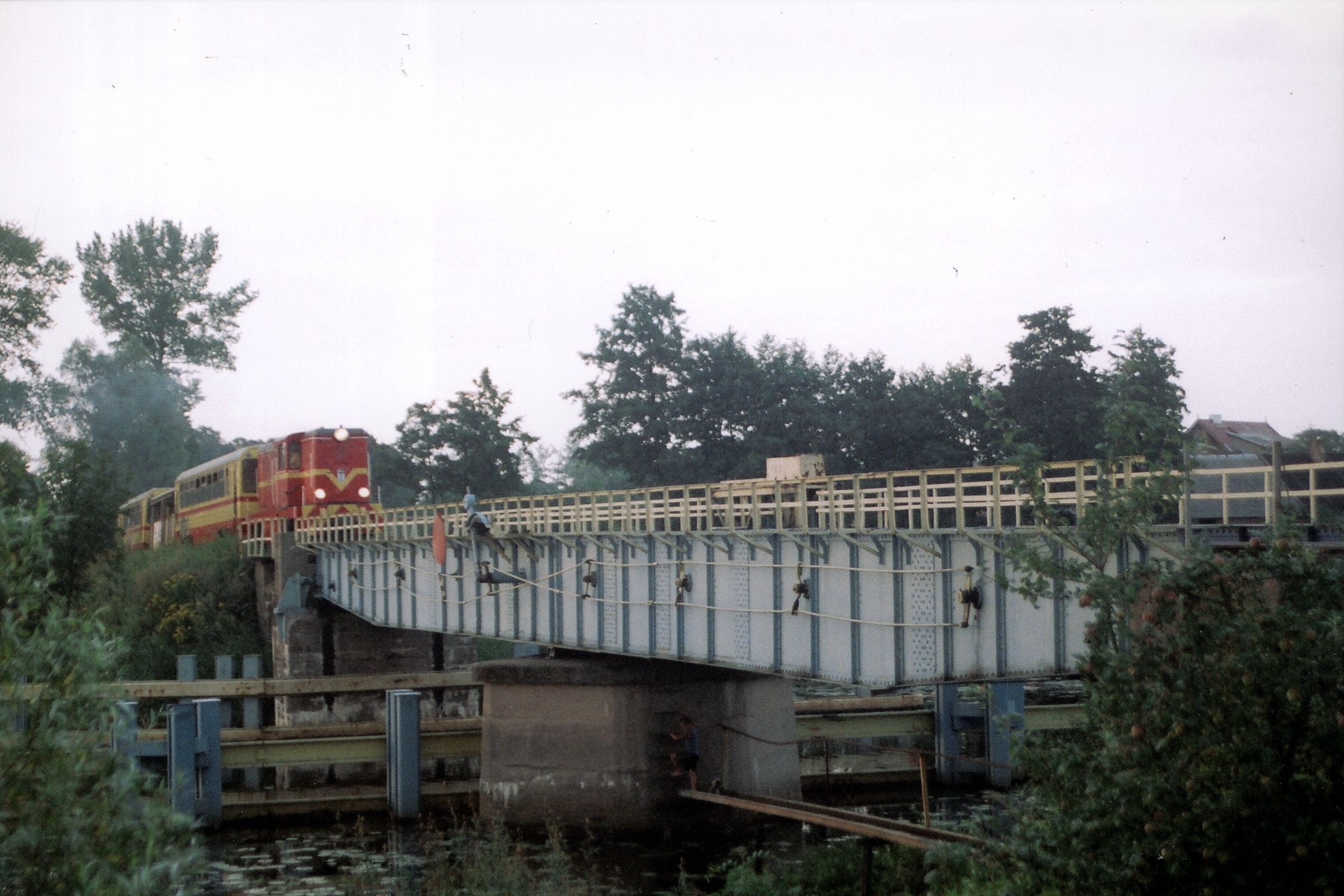
Pociąg ŻKD wjeżdża na most obrotowy koło Rybiny

Most obrotowy – rodzaj mostu ruchomego, w którym jedno z przęseł jest obracane w celu umożliwienia przepłynięcia statków i innych jednostek pływających.
W Polsce istnieje kilka czynnych mostów obrotowych, m.in. most obrotowy w Giżycku, w Wolinie czy kolejowy most obrotowy w Rybinie. Aktualnie budowany jest most o tym sposobie otwierania w Nowakowie nad kanałem Mierzei.